# Brucita
Brucita is een geslacht van kevers uit de familie bladkevers (Chrysomelidae).
De wetenschappelijke naam van het geslacht werd in 1965 gepubliceerd door Wilcox.

## Soorten
- Brucita marmorata (Jacoby, 1886)